# Carit Falch
Carit Falch (Greve, 16 dicembre 1976) è un allenatore di calcio danese.